# UFC Fight Night: Hermansson vs. Strickland
UFC Fight Night: Hermansson vs. Strickland (también conocido como UFC Fight Night 200, UFC on ESPN+ 58 y UFC Vegas 47) fue un evento de artes marciales mixtas producido por Ultimate Fighting Championship que tuvo lugar el 5 de febrero de 2022 en las instalaciones del UFC Apex en Enterprise, Nevada, parte del área metropolitana de Las Vegas, Estados Unidos.

## Antecedentes
El combate de peso medio entre Jack Hermansson y Sean Strickland encabezó el evento.
Un combate de peso semipesado entre Danilo Marques y Jailton Almeida estaba programado para UFC Fight Night: Holloway vs. Rodríguez. Sin embargo, el combate fue reprogramado debido a que Marques se lesionó y tuvo lugar en este evento.
Un combate de peso mosca entre Malcolm Gordon y Denys Bondar estaba programado para UFC Fight Night: Vieira vs. Tate. Sin embargo, Gordon se retiró del evento por razones no reveladas y el emparejamiento se reprogramó para este evento.
Se esperaba que Ian Heinisch se enfrentara a Sam Alvey en un combate de peso medio. Heinisch se retiró por razones no reveladas a finales de diciembre y fue sustituido por Phil Hawes. A su vez, Hawes se retiró del combate durante la semana del combate debido a una lesión no revelada y fue sustituido por Brendan Allen, con lo que el combate pasó al peso semipesado.
En el pesaje, Steven Peterson pesó 149 libras, 3 libras por encima del límite del combate de peso pluma sin título. Su combate se desarrolló con un peso acordado y se le impuso una multa del 30% de su bolsa, que fue a parar a su oponente Julian Erosa.

## Premios de bonificación
Los siguientes luchadores recibieron bonificaciones de $50000 dólares.
- Pelea de la Noche: Julian Erosa vs. Steven Peterson[a]
- Actuación de la Noche: Shavkat Rakhmonov y Chidi Njokuani

1. ↑  Peterson fue descalificado para la bonificación de la Pelea de la Noche debido a la falta de peso. Como resultado, su premio fue otorgado a Erosa.

## Consecuencias
El 19 de abril se informó de que Miles Johns dio positivo por adderall en un análisis de orina recogido el día del evento. Como resultado, recibió una suspensión de seis meses, junto con una multa de 3450 dólares, que equivale al 15 por ciento de la bolsa de su pelea.